# Nanobiologie
La nanobiologie est une science visant à exploiter des principes biologiques à l'échelle nanométrique, notamment en créant des dispositifs liant la vie à une machine. On pourrait, par exemple, propulser un nanorobot à l'aide d'un flagelle ou d'une hélice alimentée avec de l'ATP, permettant la création de nanorobots pouvant se nourrir de l'environnement cellulaire.